# أندي تريسي
أندي تريسي (بالإنجليزية: Andy Tracy)‏ هو لاعب كرة قاعدة أمريكي، ولد في 11 ديسمبر 1973 في بولينغ غرين في الولايات المتحدة.

## وصلات خارجية
- أندي تريسي على موقع دوري كرة القاعدة الرئيسي (الإنجليزية)
- أندي تريسي على موقع الدوري الياباني لكرة القاعدة (الإنجليزية)
- أندي تريسي على موقعبيزبول رفرنس.كوم (الدوري الرئيسي) (الإنجليزية)
- أندي تريسي على موقعبيزبول رفرنس.كوم (الدوري الثانوي) (الإنجليزية)
- أندي تريسي على موقع إي إس بي إن.كوم (أم.أل.بي) (الإنجليزية)
- أندي تريسي على موقع مشجعي الرسوم البيانية (الإنجليزية)